# Macromitrium ellipticum
Macromitrium ellipticum är en bladmossart som beskrevs av Georg Ernst Ludwig Hampe 1872. Macromitrium ellipticum ingår i släktet Macromitrium och familjen Orthotrichaceae. Inga underarter finns listade i Catalogue of Life.